# Florarijk

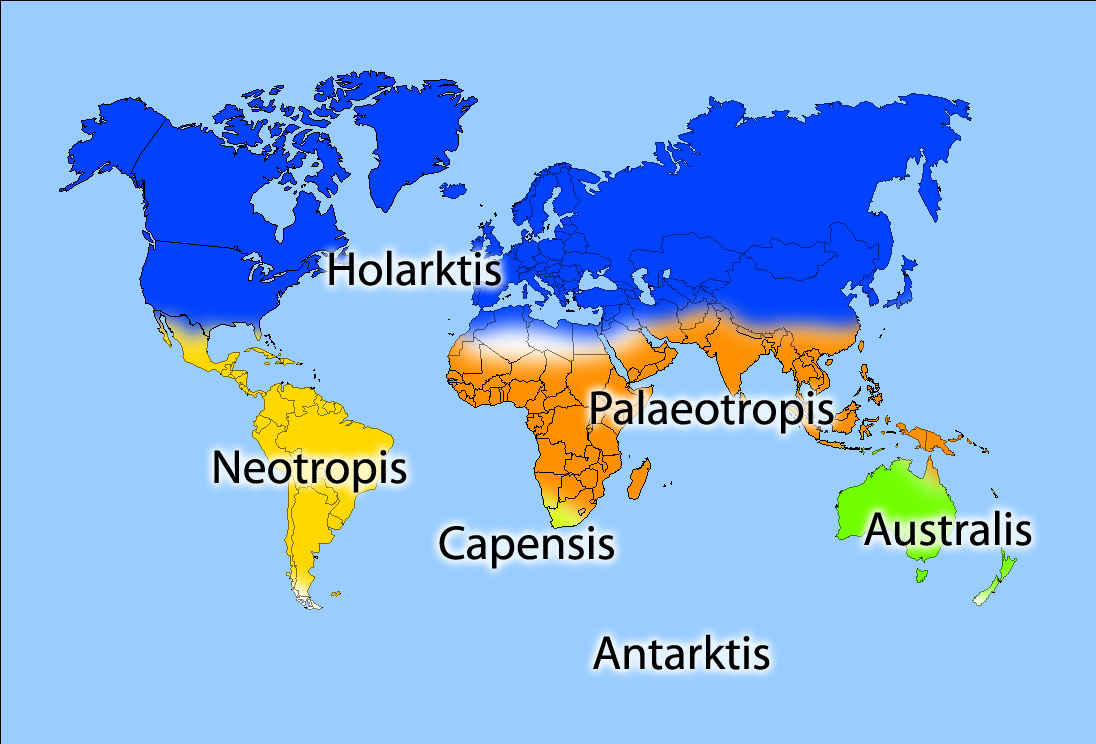
Overzicht van florarijken.

De florarijken vormen de grootste plantengeografische eenheden. Er worden voor de Aarde zes florarijken onderscheiden op grond van hun grote onderlinge floristische verschillen. De floristische verschillen worden beoordeeld op grond van de arealen van families, onderfamilies en geslachten.
De grenzen tussen florarijken worden veroorzaakt door natuurlijke barrières als zeeën, woestijnen en hooggebergten. Deze vormen voor planten een langdurige barrière voor verspreiding. Een florarijk heeft een eigen vegetatiekarakter en een onafhankelijke ontstaansgeschiedenis (fylogenese) van de plantenwereld.
De florarijken worden weer onderverdeeld in florazones, en deze worden weer onderverdeeld in floragebieden.

## Indeling
De plantengeografische indeling van de Aarde is als volgt:
- Holarctis beslaat de gematigde gebieden van het noordelijk halfrond met uitzondering van de tropen. Het is qua oppervlak het grootste rijk en beslaat Europa, Azië benoorden de Himalaya, en Noord-Amerika. Europa is hierin het minst soortenrijk, waarschijnlijk doordat de Alpen en Pyreneeën tijdens de ijstijden voor veel soorten een barrière vormden om naar het zuiden uit te wijken.
  - Nearctis in Noord-Amerika
  - Palearctis in Eurazië en Noord-Afrika
- Paleotropis beslaat de tropen van de Oude Wereld: Afrika ten zuiden van de Sahara (zonder het meest zuidelijke deel), India, Zuidoost-Azië en Polynesië. India is een twistpunt, evenals overigens Zuidoost-Azië. Ook de flora van Nieuw-Guinea is aan discussie onderhevig. Sommigen rekenen het tot de Paleotropis, anderen zien het als een eigen gebied, Wallensis.
- Neotropis wordt gevormd door het tropische gebied in de Nieuwe Wereld: Zuid-Amerika (zonder het meest zuidelijke deel) en Midden-Amerika.[2]
- Capensis is qua oppervlakte het kleinste florarijk, en ligt in het zuiden van Afrika.
- Australis heeft haar hoofdgebied op Australië, inclusief Tasmanië. Er zijn echter duidelijk antarctische invloeden op bijvoorbeeld Tasmanië.
- Antarctis, subantarctische eilanden zoals Kerguelen, zuidelijkst deel van Zuid-Amerika, zuidwesten van Nieuw-Zeeland. Het is een vrijwel uitgestorven gebied, het is in het verleden echter zeer rijk geweest.

Er worden zes continentale florarijken en een Oceanisch florarijk worden onderscheiden:
| Florarijk   | Kenmerkende families | Kenmerkende geslachten                                                                           |
| ----------- | -------------------- | ------------------------------------------------------------------------------------------------ |
| Holarctis   | Aceraceae            | Carex, Fagus, Pinus                                                                              |
| Holarctis   | Apiaceae             | Carex, Fagus, Pinus                                                                              |
| Holarctis   | Berberidaceae        | Carex, Fagus, Pinus                                                                              |
| Holarctis   | Betulaceae           | Carex, Fagus, Pinus                                                                              |
| Holarctis   | Brassicaceae         | Carex, Fagus, Pinus                                                                              |
| Holarctis   | Campanulaceae        | Carex, Fagus, Pinus                                                                              |
| Holarctis   | Caryophyllaceae      | Carex, Fagus, Pinus                                                                              |
| Holarctis   | Fagaceae             | Carex, Fagus, Pinus                                                                              |
| Holarctis   | Primulaceae          | Carex, Fagus, Pinus                                                                              |
| Holarctis   | Ranunculaceae        | Carex, Fagus, Pinus                                                                              |
| Holarctis   | Rosaceae             | Carex, Fagus, Pinus                                                                              |
| Holarctis   | Salicaceae           | Carex, Fagus, Pinus                                                                              |
| Holarctis   | Saxifragaceae        | Carex, Fagus, Pinus                                                                              |
| Holarctis   | Sparganiaceae        | Carex, Fagus, Pinus                                                                              |
| Paleotropis | Didiereaceae         | Aloe, Nypa                                                                                       |
| Paleotropis | Dipterocarpaceae     | Aloe, Nypa                                                                                       |
| Paleotropis | Nepenthaceae         | Aloe, Nypa                                                                                       |
| Paleotropis | Pandanaceae          | Aloe, Nypa                                                                                       |
| Paleotropis | Zingiberaceae        | Aloe, Nypa                                                                                       |
| Neotropis   | Bromeliaceae         | Agave, Anthurium, Fuchsia, Passiflora                                                            |
| Neotropis   | Cactaceae            | Agave, Anthurium, Fuchsia, Passiflora                                                            |
| Neotropis   | Cannaceae            | Agave, Anthurium, Fuchsia, Passiflora                                                            |
| Neotropis   | Cyclanthaceae        | Agave, Anthurium, Fuchsia, Passiflora                                                            |
| Neotropis   | Malpighiaceae        | Agave, Anthurium, Fuchsia, Passiflora                                                            |
| Neotropis   | Tropaeolaceae        | Agave, Anthurium, Fuchsia, Passiflora                                                            |
| Australis   | Casuarinaceae        | Acacia, Banksia, Eucalyptus, Brunonia, Grevillea, Hakea                                          |
| Australis   | Goodeniaceae         | Acacia, Banksia, Eucalyptus, Brunonia, Grevillea, Hakea                                          |
| Australis   | Myoporaceae          | Acacia, Banksia, Eucalyptus, Brunonia, Grevillea, Hakea                                          |
| Australis   | Stylidiaceae         | Acacia, Banksia, Eucalyptus, Brunonia, Grevillea, Hakea                                          |
| Australis   | Xanthorrhoeaceae;    | Acacia, Banksia, Eucalyptus, Brunonia, Grevillea, Hakea                                          |
| Australis   | Styphelioideae       | Acacia, Banksia, Eucalyptus, Brunonia, Grevillea, Hakea                                          |
| Antarctis   | -geen families-      | Acaena, Azorella, Nothofagus, Gunnera, Colobanthus quitensis, Deschampsia antarctica             |
| Capensis    | Aizoaceae            | Erica, Freesia, Pelargonium, Protea, Leucadendron, Leucospermum, Clivia, Amaryllis, Zantedeschia |
| Capensis    | Bruniaceae           | Erica, Freesia, Pelargonium, Protea, Leucadendron, Leucospermum, Clivia, Amaryllis, Zantedeschia |
| Capensis    | Penaeaceae           | Erica, Freesia, Pelargonium, Protea, Leucadendron, Leucospermum, Clivia, Amaryllis, Zantedeschia |
| Capensis    | Restionaceae         | Erica, Freesia, Pelargonium, Protea, Leucadendron, Leucospermum, Clivia, Amaryllis, Zantedeschia |
| Capensis    | Arecaceae ontbreken! | Erica, Freesia, Pelargonium, Protea, Leucadendron, Leucospermum, Clivia, Amaryllis, Zantedeschia |

## Indeling door Wereld Natuur Fonds

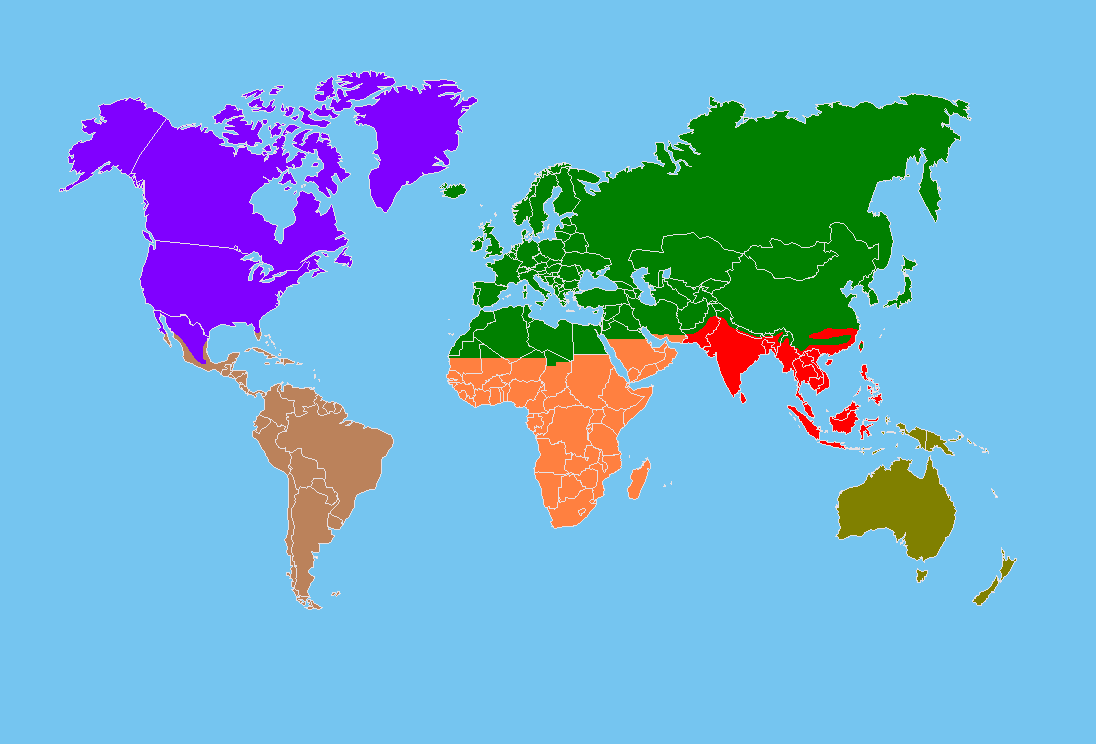
Kaart van de ecozones van de wereld (Oceanië en Antarctica niet getoond):
Nearctisch
Palearctisch
Afrotropisch
Indomaleisisch/Oriëntaals
Australaziatisch
Neotropisch

Door de eigen ontstaansgeschiedenis heeft in deze gebieden niet alleen de plantenwereld vaak een eigen karakter, maar ook de dierenwereld. Het Wereld Natuur Fonds heeft daarom de levensgemeenschappen van de aarde ingedeeld in acht ecozones.